# Суданская трава 'Чишминский 84'
Суданская трава 'Чишминский  84' — сорт суданской травы.

## Происхождение
Сорт суданской травы 'Чишмиский 84' получен путём сложной гибридизации около 120 линий сортов селекции Башкирского НИИ сельского хозяйства.  Включён в Госреестр по Средневолжскому и Уральскому регионам.

## Характеристика сорта
Растение кормовое.  Сорт раннеспелый. Стебель цилиндрический, тонкий. Высотой около 218 см, кустистость средняя. Листья ланцетовидные, сочные, длиной около 51 см, шириной около 3 см., количество – около 6 шт. Вегетационный период – около 99 дней.
Метелка травы - раскидистая, рыхлая, длиной 19-35 см, перед созреванием красновато-коричневая с  ромбовидными колосьями.  Колосковые чешуи слабоопушённые, окраска от светло-коричневой до чёрной.
Семена растения - плёнчатые, овально-округлые, окраска от светло-жёлтой до светло-коричневой. Средняя урожайность семян на уровне среднего стандарта. Средняя урожайность абсолютно сухого вещества на уровне стандарта.
Содержит 8-12 г. протеина, 1,8-3,4 % сахара, 41 г/кг каротина, около 40 г/кг клетчатки.
Урожай зелёной  массы – 42 г/га..